# Jerzy Polaczek
Jerzy Jan Polaczek (ur. 24 sierpnia 1961 w Piekarach Śląskich) – polski polityk, prawnik i samorządowiec, poseł na Sejm III, IV, V, VI, VII, VIII, IX i X kadencji (od 1997), w latach 2005–2006 minister transportu i budownictwa w rządzie Kazimierza Marcinkiewicza, w latach 2006–2007 minister transportu w tym samym gabinecie oraz w rządzie Jarosława Kaczyńskiego.

## Życiorys
W 1986 ukończył studia na Wydziale Prawa i Administracji Uniwersytetu Śląskiego w Katowicach. W 1991 ukończył aplikację radcowską w Okręgowej Izbie Radców Prawnych w Katowicach.
W latach 1986–1990 pracował jako inspektor w Spółdzielni Mieszkaniowej w Piekarach Śląskich. Działał w samorządzie tego miasta jako radny rady miejskiej (1990–2001) oraz wiceprezydent miasta (1990–1998). W latach 1990–1997 był delegatem do sejmiku samorządowego województwa katowickiego.
W latach 1993–1999 był przewodniczącym zarządu wojewódzkiego Koalicji Konserwatywnej w Katowicach, zaś w latach 1999–2001 przewodniczącym zarządu wojewódzkiego Stronnictwa Konserwatywno-Ludowego. Został też członkiem Opus Dei. Objął funkcję prezesa regionalnego instytutu, w ramach którego powstało Centrum Kreowania Liderów „Kuźnia”.
W okresie 1997–2001 sprawował mandat posła na Sejm III kadencji z listy Akcji Wyborczej Solidarność. Był członkiem prezydium klubu parlamentarnego AWS. W marcu 2001 wraz z grupą polityków SKL przeciwnych współpracy z Platformą Obywatelską współtworzył Przymierze Prawicy, które później weszło w skład Prawa i Sprawiedliwości. Ponownie uzyskiwał mandat poselski w 2001 i 2005 z listy PiS. Od 31 października 2005 do 5 maja 2006 był ministrem transportu i budownictwa w rządzie Kazimierza Marcinkiewicza. 5 maja 2006 po rekonstrukcji gabinetu, objął funkcję ministra transportu. 7 września 2007 został odwołany z urzędu ministra transportu z jednoczesnym powołaniem na sekretarza stanu w Ministerstwie Transportu i kierownika resortu. 12 września 2007 Lech Kaczyński powołał go ponownie na stanowisko ministra transportu.
W wyborach parlamentarnych w 2007 po raz czwarty został wybrany na posła, otrzymując w okręgu katowickim 56 018 głosów. W listopadzie 2007 zrezygnował z zasiadania w Komitecie Politycznym PiS, a w grudniu tego samego roku z członkostwa w partii. W październiku 2008 został członkiem koła poselskiego Polska XXI, a w październiku 2009 członkiem utworzonego tego samego dnia koła parlamentarnego „Polska Plus”.
9 stycznia 2010 na kongresie założycielskim wybrano go na prezesa zarządu partii Polska Plus. 25 września 2010 wraz z innymi członkami Polski Plus, po samorozwiązaniu tej partii, przystąpił ponownie do Prawa i Sprawiedliwości. W wyborach parlamentarnych w 2011 ponownie uzyskał mandat poselski, tym razem kandydując w okręgu gliwickim i otrzymując 22 310 głosów.
W 2015 został ponownie wybrany do Sejmu, powracając do okręgu katowickiego i zdobywając 18 429 głosów. W wyborach samorządowych w 2018 bez powodzenia startował na urząd prezydenta Piekar Śląskich. W wyborach w 2019 z powodzeniem ubiegał się o poselską reelekcję, otrzymując 7621 głosów. W 2023 również utrzymał mandat poselski, otrzymując 5996 głosów.

## Odznaczenia
W 1997 otrzymał Srebrny Krzyż Zasługi.

## Życie prywatne
Syn Franciszka i Teresy. Żonaty z Małgorzatą; mają troje dzieci: Annę, Rafała i Michała.